# Rose Walker
Rose Walker es un personaje ficticio de la serie limitada de historietas The Sandman, creada por Neil Gaiman y publicada por la Editorial Vértigo.

## Descripción
Rose es un personaje femenino fuerte, muy inteligente, que aparece en varias sagas diferentes de The Sandman. Es una chica joven, que a lo largo de la serie va creciendo en edad pero se mantiene prácticamente igual en apariencia. Es una chica más bien delgada, y moderadamente atractiva. Rose tenía el pelo teñido de varios colores en La casa de muñecas, aunque más adelante solo conserve un mechón rubio, como se ve en Las benévolas.

## Historia del personaje
Rose es una de las protagonistas de Casa de Muñecas, es una aspirante a escritora que se entera de que su madre había sido adoptada, y conociendo a su abuela Unity Kincaid, se ve de repente con una enorme fortuna familiar encargada de buscar a su hermano. Ella ocupa el lugar de su abuela como vórtice de los sueños, un ser con el poder de mezclar los sueños de mucha gente, cambiando el mundo para siempre. Su abuela entrega su vida por ella, haciéndose cargo del poder. Cuando cuida a una de sus amigas en California, se hace cargo de cuidar al bebé de Lyta Hall, Daniel, quien luego se convertiría en un nuevo aspecto de Sueño de los Eternos.